# 444411 Lutherbeegle
444411 Lutherbeegle è un asteroide della fascia principale. Scoperto nel 2005, presenta un'orbita caratterizzata da un semiasse maggiore pari a 2,378671 UA e da un'eccentricità di 0,063914, inclinata di 2,182255° rispetto all'eclittica.